# Liste von Persönlichkeiten der Stadt Niesky
Die Liste von Persönlichkeiten der Stadt Niesky enthält Personen, die in der Geschichte der sächsischen Stadt Niesky im Landkreis Görlitz eine nachhaltige Rolle gespielt haben. Es handelt sich dabei um Persönlichkeiten, die hier geboren sind oder hier gewirkt haben.
Für die Persönlichkeiten aus den nach Niesky eingemeindeten Ortschaften siehe auch die entsprechenden Ortsartikel.

## Söhne und Töchter der Stadt
Die folgenden Personen sind in Niesky oder den heutigen Ortsteilen der Stadt geboren. Ob sie ihren späteren Wirkungskreis in Niesky hatten oder nicht, ist dabei unerheblich.

### Persönlichkeiten der Frühen Neuzeit

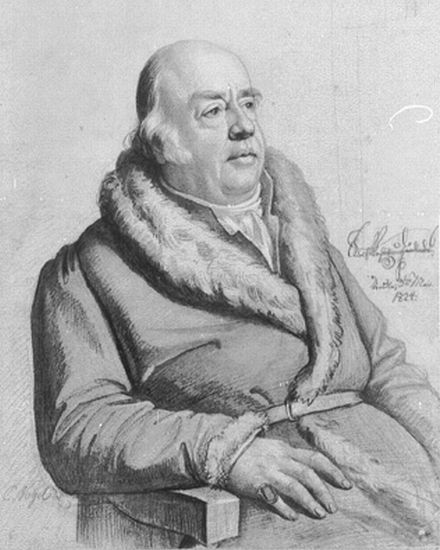
Gottlob Adolf Ernst von Nostitz und Jänkendorf

- Abraham Frencel (1656–1740), sorbischer lutherischer Geistlicher und Historiograph, der sich auch mit sorbischen Sprachstudie beschäftigte, geboren in Kosel bei Niesky
- Gottlob Adolf Ernst von Nostitz und Jänkendorf (1765–1836), Politiker und Literat, geboren in See bei Niesky

### Persönlichkeiten des 19. Jahrhunderts

Joseph Theodor Müller (1907)

- Karl Heinrich von Kleist (1801–1870), Politiker
- Leopold zur Lippe-Biesterfeld-Weißenfeld (1815–1889), Politiker und Jurist, preußischer Justizminister, geboren in See bei Niesky
- Ernst zur Lippe-Weißenfeld (1825–1909), Historiker und preußischer Rittmeister
- Karl Ernst von Kleist (1839–1912), Offizier
- Joseph Theodor Müller (1854–1946), Theologe der Evangelischen Brüder-Unität, Archivar im Unitätsarchiv in Herrnhut und Kirchenhistoriker
- Gustaf Dalman (1855–1941), Theologe und Orientalist
- Oskar Grussendorf (1888–1945), Polizeioffizier
- Ludwig Ey (1893–1945), Kommunist und Antifaschist
- Hans Drexler (1895–1984), Altphilologe

### Persönlichkeiten des 20. Jahrhunderts
- Hellmuth Tschörtner (1911–1979), Maler und Grafiker, der vor allem als Gebrauchsgrafiker und Buchgestalter erfolgreich war, geboren in See bei Niesky
- Fritz Deumlich (1923–2005), Geodät
- Bernhard Töpfer (1926–2012), Historiker
- Oskar N. Sahlberg (1932–2005), Literaturwissenschaftler, Kunsthistoriker und Psychotherapeut
- Klaus Kubitzki (1933–2022), Botaniker, Professor an der Universität Hamburg
- Peter Sebald (1934–2018), Historiker
- Dieter Prietzel (* 1934), deutscher Politiker und Staatssekretär (DDR)
- Manfred Weiss (1935–2023), Komponist
- Ulrich Wobus (* 1942), Biologe
- Sven Ratke (* 1972), ehemaliger Fußballspieler und heutiger Fußballtrainer

## Persönlichkeiten, die mit der Stadt in Verbindung stehen
- Johann Gottfried Schultz (1734–1819), Jurist und Zeichner der Oberlausitz, setzte sich in Niesky zur Ruhe und starb hier
- Benjamin Latrobe (1764–1820), Architekt, Konstrukteur des United States Capitol und der Baltimore Basilica
- Christian Friedrich Quandt (1766–1806), Arzt und Schriftsteller
- Friedrich Daniel Ernst Schleiermacher (1768–1834), Theologe und Philosoph
- Johannes Baptista von Albertini (1769–1831), Liederdichter, Bischof der Herrnhuter Brüdergemeine und Mykologe; studierte ab 1792, unterrichtete 1788 und lehrte, forschte und predigte 1796 bis 1814 in Niesky
- Jakob Friedrich Fries (1773–1843), Philosoph und Mathematiker
- Lewis David von Schweinitz (1780–1834), evangelischer Geistlicher und Lehrer der Herrnhuter Brüdergemeine und Mykologe; studierte ab 1798 und unterrichtete ab 1801 in Niesky
- Karl Gustav von Rudloff (1782–1871), preußischer Generalmajor
- Hugo Ewald von Kirchbach (1809–1887), preußischer General der Infanterie
- Bernhard Heinrich Gustav Theodor Schmidt (1820–1870), Architektur- und Landschaftsmaler, starb hier
- Alfred Graf von Schlieffen (1833–1913), Generalfeldmarschall
- August von Dewitz (1836–1887), Direktor der Missionsschule der Herrnhuter Brüdergemeine
- Robert Dalen (1844–1909), Offizier und Verwaltungsjurist im Königreich Preußen, setzte sich in Niesky zur Ruhe und starb hier
- Hermann C. J. Fölsch (1845–1920), Unternehmer und Reeder, Stifter der gleichnamigen Grundschule
- Traugott Bachmann (1865–1948), Missionar der Herrnhuter Brüdergemeine in Tansania und Pionier der missionarischen Inkulturation, starb in Niesky
- Martin Luserke (1880–1968), ab 1895 Präparand am Herrnhuter Lehrerseminar, von 1900 bis 1904 Lehrer am Pädagogium Niesky
- Konrad Wachsmann (1901–1980), Architekt, 1926 bis 1932 bei Christoph & Unmack AG in Niesky
- Ralf Vieregge (1925–2005), Jurist, wuchs in Niesky auf[1]
- Christian Andree (* 1938), ging von 1949 bis 1957 in See und Niesky zur Schule, hörte hier zum ersten Mal von Rudolf Virchow
- René Kindermann (* 1975), Fernsehmoderator